# 6235 Burney
Burney (asteróide 6235) é um asteróide da cintura principal, a 1,9258079 UA. Possui uma excentricidade de 0,1413818 e um período orbital de 1 226,92 dias (3,36 anos).
Burney tem uma velocidade orbital média de 19,88778031 km/s e uma inclinação de 2,91576º.
Este asteróide foi descoberto em 14 de Novembro de 1987 por Seiji Ueda, Hisroshi Kaneda.
O seu nome é uma homenagem a Venetia Burney primeira pessoa a sugerir o nome do planeta anão Plutão.